# Lista över emoband
Emo är en typ av rockinfluerad musikstil som växte fram i hardcore- och punkscenen i Washington DC under mitten av 1980-talet. Musikaliskt sett har emo genomgått många förändringar sedan dess och gett upphov till en rad olika subgenrer, termen har därför blivit svårdefinierbar. Det finns många olika åsikter om vad termen emo innebär, men denna listas syfte är att på ett neutralt och sakligt sätt visa upp band som i etablerad media refererats till som "emo".

## Band som debuterat under 1980-talet
- Embrace (USA)[1]
- Ignition (USA)[2]
- Rites of Spring (USA)[3]

## Band som debuterat under 1990-tal
- 764-HERO (USA)[4]
- Alkaline Trio (USA)[5]
- American Football (USA)[6]
- The Appleseed Cast (USA)[7]
- At the Drive-In (USA)[8]
- Bob Tilton (Storbritannien)[9]
- Braid (USA)[10]
- Brandtson (USA)[11]
- Cap'n Jazz (USA)[12]
- Castor (USA)[13]
- Caustic Soda (Australien)[14]
- Chisel (USA)[15]
- Christie Front Drive (USA)[16]
- Compound Red (USA)[17]
- Drive Like Jehu (USA)[18]
- Ethel Meserve (USA)[19]
- Fisticuffs Bluff (USA)[20]
- The Get Up Kids (USA)[21]
- Grade (Kanada)[22]
- Jejune (USA)[23]
- Jets to Brazil (USA)[24]
- Joan of Arc (USA)[25]
- Knapsack (USA)[26]
- Mineral (USA)[27]
- Pedro the Lion (USA)[28]
- Planes Mistaken for Stars (USA)[29]
- The Promise Ring (USA)[30]
- Race Car Riot (USA)[31]
- Rainer Maria (USA)[32]
- Rex (USA)[33]
- Seven Storey Mountain (USA)[34]
- Snapcase (USA)[35]
- Sunny Day Real Estate (USA)[36]
- Texas Is the Reason (USA)[37]
- Weezer (USA)[38]
- Aram and the Fugees (Sweden)[39]

## Band som debuterat under 2000-talet
- Circle Takes the Square (USA) [40][41]